# Islam en mensenrechten
Voor veel moslims bevat de Koran alles wat er over mensenrechten gezegd kan worden. De sharia liep voor hen met betrekking tot een aantal belangrijke mensenrechtenissues eeuwenlang voor op 'het Westen'. Veel islamitische, met name Arabische landen voldoen echter niet aan de normen van de Universele Verklaring van de Rechten van de Mens (UVRM). Veel moslims hebben moeite met de UVRM. Ze wijzen meerdere bepalingen uit de UVRM af zoals de vrouw-mangelijkwaardigheid, de vrijheid van religieuze overtuiging, en de gelijkwaardigheid tussen alle mensen ongeacht hun religie.
Als verantwoording voor die afwijzing wordt soms gesteld dat die UVRM is opgesteld door voormalig kolonisatoren en eenzijdig westerse, seculiere waarden aan de rest van de wereld wil opdringen. Het feit echter dat alle niet-islamitische oud-kolonies de UVRM wel erkennen verzwakt deze argumentatie danig.
Als tegenwicht op de UVRM zijn door diverse moslimorganisaties mensenrechtenverklaringen opgesteld die islamitische waarden tot uitgangspunt hebben. Ook in islamitische landen zijn lokale mensenrechtenorganisaties actief die overheden kritisch volgen bij wetgeving en de uitvoering daarvan. Een aantal islamitische hervormers formuleren ideeën over de verzoening tussen sharia en mensenrechten.

## Sharia en mensenrechten
Een belangrijk probleem bij de bespreking van de sharia is dat er binnen de islamitische wereld géén eenheid van leergezag bestaat. Mede daardoor bestaat er géén eenduidige, gezaghebbende geschreven versie van de sharia. Daardoor kunnen er vele, soms sterk uiteenlopende interpretaties bestaan.
Tot ver in de negentiende eeuw bood de sharia volgens de moslims betere garanties op het gebied van een aantal mensenrechten dan de wetgeving in de rest van de wereld.
Zo verbiedt de sharia discriminatie op grond van etniciteit - behalve wanneer dat samenvalt met onderscheid tussen moslims en niet-moslims; erkent het vrouwen als vrije individuen maar niet-gelijkwaardige, erkent het vrouwen als handelingsbekwame personen in het economisch verkeer (in Nederland werd dit pas in 1956 in de wet vastgelegd), gaf het vrouwen een beperkt recht om te erven waar zij voordien geërfd werden, verkregen vrouwen (in beperkte mate) het recht om in juridische procedures te getuigen en is een huwelijk waar de vrouw niet mee heeft ingestemd van rechtswege ongeldig.
Veel traditionele moslimgeleerden plaatsen de sharia boven de UVRM. Progressieve islamitische theologen als Soheib Bencheick, Bassam Tibi en Abdoldjavad Falaturi en auteurs als Mohammed Arkoun, Aziza Al-Hibri en Nasr Abu Zayd wijzen dat echter expliciet af. Zij stellen dat de UVRM voorrang moet hebben op de sharia en pleiten voor herinterpretatie van de sharia. Dat geldt ook voor veel in het Westen levende islamitische auteurs.
Het Europese Hof voor de Rechten van de Mens heeft in zijn uitspraak in de zaak Refah Partisi (Welvaartspartij) t. Turkije van 13 februari 2003 (nrs. 41340/98, 41342/98, 41343/98, 41344/98) verklaard (en bevestigd conform de eerdere uitspraak van het Constitutionele Hof van Turkije) dat de sharia in ieder geval dééls strijdig is met de mensenrechten zoals geformuleerd door de Mensenrechten-Conventie van de VN: “Het is moeilijk om respect te verklaren voor democratie en mensenrechten terwijl men tevens een regime gebaseerd op de sharia steunt, dat duidelijk verschilt met waarden zoals vastgelegd door de Conventie (voor de Rechten van de Mens), speciaal met betrekking tot zijn strafwetten en strafrechtspraak, zijn regelgeving m.b.t. de legale status van vrouwen en de manier waarop het intervenieert in alle onderdelen van het private en publieke leven in overeenstemming met haar religieuze uitgangspunten.”
In 2009 schreef Hirsch Ballin, de minister van Justitie in het Kabinet Balkenende-IV, mede namens minister Van der Laan voor Wonen, Wijken en Integratie, naar aanleiding van een ingesteld onderzoek een brief aan de Tweede Kamer waarin hij zich uitsprak tegen het ontstaan van een "parallelle samenleving", in het kader van mogelijke 'sharia-rechtbanken' in Nederland: Echter, een vorm van geschillenbeslechting over geloofskwesties of over passend gedrag van moslims in bepaalde situaties waaraan betrokkenen zich dan vrijwillig onderwerpen, hoeft niet in strijd te komen met de Nederlandse openbare orde.
Hij verklaarde dat het kabinet het als zijn taak ziet te zorgen dat er geen parallelle samenlevingen ontstaan, waarin mensen het recht in eigen hand nemen of een eigen rechtssysteem hanteren, dat zich buiten de kaders van de rechtsorde zou begeven. "Tegen dwang, ongeoorloofde druk of machtsmisbruik zal ik krachtig optreden"’, aldus Hirsch Ballin. Ook zouden er in Nederland geen polygame huwelijken kunnen worden gesloten met een juridisch bindend karakter, noch scheidingen op grond van de sharia worden uitgesproken die enig rechtsgevolg zouden kunnen hebben. Naar de mogelijkheden om de strafbaarstelling van polygamie uit te breiden zou nader onderzoek worden gedaan. De resultaten van een rechtsvergelijkend onderzoek naar de erkenning van polygame huwelijken worden niet voor eind november 2009 verwacht.
Informele huwelijken zouden tot dusver slechts op kleine schaal voorkomen in Nederland en het aantal ervan zou afnemen, maar er zou juist een toename ervan waarneembaar zijn in islamitische kringen. Daarbij werd tegelijk geconstateerd dat het informeel trouwen met een imam in een moskee juist zou afnemen. Behalve onwetendheid, die incidenteel zou voorkomen, lijkt het belangrijkste motief voor het informele huwelijk in islamitische kringen het legitimeren van een relatie (en de daarmee gepaard gaande seksuele omgang) voor God en de sociale omgeving. In islamitische kringen zou het het alternatief vormen voor ongehuwd samenwonen.
Er zou geen goed zicht zijn op de omvang van het verschijnsel. Over informele huwelijken en in het bijzonder over dergelijke huwelijken in salafistische kringen en over geheime huwelijken in andere religies zou slechts oppervlakkige kennis beschikbaar zijn.
De bevindingen van de onderzoekers zouden geen aanleiding tot beleidswijzigingen geven. Voorlichting over (het ontbreken van) de juridische gevolgen van relatiebevestigingen zou nodig blijven, met name ter bescherming van vrouwen die hier nog maar in Nederland verblijven. Het kabinet kondigde ook aan diverse projecten te zullen steunen die het verbeteren en versterken van de positie en weerbaarheid van migrantenvrouwen tot doel hebben, zoals rond huwelijksdwang en achterlating. Daarmee probeert het kabinet te bewerkstelligen dat met name migrantenvrouwen hun rechten en plichten in de Nederlandse samenleving leren kennen.

## Enkele fundamentele rechten volgens de islam

### Recht op levensonderhoud
Mohammed berispte de eigenaar van een slaaf die vanwege honger graan had gestolen. De eigenaar wilde zijn slaaf straffen. De profeet zei: "Deze man had honger en jij hebt hem geen eten gegeven. Jij bent het die gestraft moet worden."

### Godsdienstvrijheid en straf op het verlaten van de islam
In het verdrag van Medina (ook wel de grondwet van Medina genoemd) legde Mohammed in het jaar 1 van de islam vrijheid van religie vast: "Moslims, polytheïsten, en joden zullen als één gemeenschap (oemma) samenleven. Elke partij zal zijn eigen religie naleven."
Toen de tweede kalief van de islam, Omar ibn al-Chattāb, Jeruzalem veroverde, werd in een verdrag volledige vrijheid van religie en veiligheid voor christenen en bescherming van kerken en kloosters en van christelijke bedevaartgangers vastgelegd.
In een recht voor moslims om de islam te verlaten is echter niet voorzien. De klassieke sharia bepaalt de doodstraf voor afvalligheid, vaak gebaseerd op een combinatie van afvalligheid met landverraad of actieve propaganda voor als anti-islamitisch beschouwde ideeën of andere religies. Men verschilt wel van mening of dit gepleegde feit wel voldoende is om een oordeel te vellen en uit te voeren. Er zijn in de Koran en de hadiethliteratuur dan ook verwijzingen te vinden naar situaties dat mensen de islam verlieten zonder dat daarbij sancties genoemd worden. Zuiver op basis van Koran en soenna beoordeeld bestaat er dus geen conflict tussen islam en het recht van moslims op vrijheid (lees: verandering) van religie.
Overheden van staten waar de islam staatsgodsdienst is maken vaak een onderscheid tussen 'religie' (dien) en 'geloof' (aqida). Voor niet-moslims geldt dan vrijheid van religie, voor moslims slechts de vrijheid om binnen de islam hun eigen gebruiken te praktiseren (hoerriyat al aqida), dat wil zeggen de gebruiken die door de leerscholen zijn voorgeschreven.

### Verbod op bloedwraak
In de afscheidsrede die Mohammed hield tijdens de bedevaart die hij kort voor zijn dood verrichtte, zei hij over bloedwraak: "Mijn metgezellen! Ook bloedwraak heb ik onder mijn voet genomen. De eerste bloedwraak die ik ophef, is die van Rabia ibn Haris, die Hoezayl heeft gedood." (Hoezayl was iemand van Mohammeds stam. Zijn familie had volgens Arabisch gewoonterecht het recht om Rabia ibn Haris te doden.)

### Discriminatie op grond van religie
Er bestaan zeer uiteenlopende en tegenstrijdige meningen of de Koran en de sharia discriminatie op grond van religie voorschrijven, dan wel verbieden. Daarenboven bestaan er ook zekere verschillen tussen de theorie en de praktijk in nogal wat islamitische landen. De meeste niet-islamitische waarnemers stellen dat de dominante interpretaties van de sharia wel degelijk zulke discriminaties toelaten en dikwijls zelfs voorschrijven.
Algemeen erkend wordt het onderscheid dat Koran en sharia maken tussen joden en christenen (als 'Mensen van het Boek', met nog zekere rechten) en de andere niet-moslims (met minder rechten).
In de tijd van de Abbasiden (750 - 1258) en Fatimiden (909 - 1171) werd er geen onderscheid gemaakt naar ras of religieuze overtuiging voor het bekleden van overheidsfuncties (inclusief ministersposten), en waren er procentueel meer joodse en christelijke ambtenaren dan het aantal joodse en christelijke onderdanen zou rechtvaardigen.
Gedurende het gehele Abbasidische en Osmaanse kalifaat (750 - 1923) hadden niet-moslims het recht om in hun eigen gerechtshoven volgens eigen rechtsprincipes en zonder tussenkomst van de islamitische overheid berecht te worden. Maar in betwistingen tussen moslims en joden of christenen, genoten de rechten van de moslims voorrang.
Het onder de Abbasiden gestichte islamitische Beit al Hikma (Huis der Wijsheid) werd doorgaans door Nestoriaanse christenen gerund. Er bestond geen restrictie op het uitoefenen van bepaalde beroepen voor joden en christenen, zoals lange tijd in Europa voor joden het geval was.
In veel islamitische landen worden atheïsten ter dood veroordeeld of gelyncht

## Verbod op discriminatie op grond van etniciteit
Verderop in de afscheidsrede: "O gelovigen, jullie zijn broeders. Er is geen Arabier die boven een vreemdeling staat en geen volk dat boven de Arabieren staat dan door geloof." Mohammed stelde al eerder een zwarte man, die tevens een vrijgemaakte slaaf was, aan als muezzin omdat hij een krachtige stem had, waarmee hij aangaf dat iemand uitsluitend vanwege zijn capaciteiten, en niet vanwege status, familie- of vriendschapsbanden recht had op een positie.

## Mensenrechtenbewustzijn in de niet-islamitische wereld
Halverwege de negentiende eeuw werd de sharia op mensenrechtengebied ingehaald door nationale wetgeving in verschillende Europese landen en de Verenigde Staten van Amerika. De eerste Europeaan die zich systematisch met mensenrechten bezighield was de Engelsman John Locke, die aan het eind van de zeventiende eeuw een aantal basisbeginselen voor universele en onvervreemdbare rechten formuleerde. In 1776 legden de Verenigde Staten van Amerika een aantal burgerrechten vast in de Amerikaanse Onafhankelijkheidsverklaring en in 1789 werd in Frankrijk de Déclaration des Droits de l’Homme et des Citoyens gepresenteerd, waarin een aantal rechten als universeel en onvervreemdbaar werd aangemerkt. Die verklaring bevatte ook een bepaling die slavernij onwettig verklaarde. Pas in de loop van de negentiende eeuw volgden Engeland, de Verenigde Staten en Nederland met het daadwerkelijk afschaffen van slavernij. In de VS duurde het tot begin jaren 60 van de twintigste eeuw voordat rassensegregatie, door o.a. het optreden van Rosa Parks en Martin Luther King, onwettig werd verklaard.
Een belangrijke stap in deze evolutie was de Universele Verklaring van de Rechten van de Mens (UVRM). Die werd in 1948 opgesteld door de Verenigde Naties. Onder de auteurs van deze tekst vinden we vooraanstaande intellectuelen uit de meeste werelddelen. De UVRM werd daarna ondertekend door alle landen bij hun toetreding tot de VN, met uitzondering van twee islamitische staten die een voorbehoud maakten tegenover bepaalde bepalingen van de UVRM, waaronder de gelijkheid tussen man en vrouw.
De onvrede van met name Arabische landen met de UVRM concentreert zich op enkele tegenstellingen tussen UVRM en klassieke interpretaties van de sharia, met name de in de UVRM opgenomen vrijheid van geloofsovertuiging (met inbegrip van het recht om een geloof te verlaten), de man-vrouwgelijkheid evenals de gelijkheid van alle burgers ongeacht hun religie, en nog enkele andere (zie verderop).
Sommigen stellen dat die onvrede erin gelegen was dat die verklaring is opgesteld op een moment dat veel van die staten nog onder koloniaal bestuur of westers 'protectoraat' stonden en dus niet in de gelegenheid waren de UVRM mede vorm te geven en te ondertekenen. Er waren bijvoorbeeld maar vier Afrikaanse staten bij de opstelling betrokken, de rest was gekoloniseerd. Een mondiaal bindende verklaring met betrekking tot mensenrechten die door (voormalige) kolonisatoren was opgesteld en voornamelijk vanuit een westers, seculier perspectief is geformuleerd, werd en wordt door veel niet-westerse landen niet als 'universeel' gezien, maar eerder als een soort 'mensenrechten-imperialisme' ervaren.
Het bovenstaande laat een bewustwordingsproces zien van ruim tweehonderd jaar. In aanmerking genomen dat in 'het oosten' het mensenrechtendebat pas na het beëindigen van het koloniale tijdperk in de jaren vijftig van de twintigste eeuw op gang kwam, is het onrealistisch om te eisen dat de betreffende naties van vandaag op morgen in zouden stemmen met een set kant-en-klare mensenrechten die buiten haar om is vastgesteld. Het feit dat er in die landen (zelfs onder repressieve regimes als Saoedi-Arabië en Iran) wel degelijk een discussie over mensenrechten gevoerd wordt, wekt echter vertrouwen voor de toekomst.

## Universele Islamitische Verklaring van Mensenrechten
De Islamic Council of Europe formuleerde daarom als islamitisch alternatief een Universele islamitische verklaring van mensenrechten, die op 19 september 1981 werd gepresenteerd op een congres over mensenrechten in de moslimwereld te Parijs. Deze verklaring wordt voorafgegaan door de aya: Dit is een duidelijke verklaring voor de mensheid, een leiding en vermaning voor hen die zich God bewust zijn. (Soera Het Geslacht van Imraan 138) en is eerder een compilatie van principes uit de Koran en de soenna dan dat ze voor de moslimwereld nieuwe ideeën verwoordt. Een kritische vergelijking tussen de UVRM en de UIVM vanuit westers perspectief wekt de indruk dat een aantal bepalingen met betrekking tot gelijkheid, met name van vrouwen en religieuze minderheden, is genegeerd of door verwijzing naar de sharia in feite wordt omzeild. De laatste 2 artikelen 24 en 25 van deze verklaring geven duidelijk aan dat alle artikelen in deze verklaring volledig ondergeschikt zijn aan de sharia.
Een vervolg op de UIVM is de Cairo Declaration on Human Rights in Islam, die in 1990 werd ondertekend door de ministers van Buitenlandse Zaken van de lidstaten van de Organization of the Islamic Conference. Ook met deze officiële verklaring stellen de ondertekenaars impliciet (via de artikelen 24 en 25) dat zij Koran en sharia beschouwen als een hogere norm dan de UVRM.
Ten slotte moet vermeld worden dat de grondwet van Iran (1979) een aantal passages over mensenrechten bevat en dat de Islamic Research Academy of Cairo, een instituut dat is gelieerd aan de voor soennitische moslims gezaghebbende al-Azhar Universiteit, in hetzelfde jaar een Draft of the Islamic Constitution opstelde waarin ook mensenrechten aan de orde komen. Dit is echter een document zonder rechtskracht dat meer als soennitische tegenhanger van de sjiitische Iraanse grondwet beschouwd moet worden.
Het Internationaal verdrag inzake burgerrechten en politieke rechten (BUPO) en het Internationaal verdrag inzake economische, sociale en culturele rechten (IVESCR), beide gebaseerd op de UVRM, zijn door 26 respectievelijk 28 staten met een moslim-meerderheidsbevolking geratificeerd. Voorbehouden op de gelijkheid tussen man en vrouw worden door het Mensenrechtencomité voor in strijd geacht met het doel en voorwerp van het BUPO-Verdrag en zijn derhalve niet toelaatbaar.

## Mensenrechtensituatie in enkele islamitische landen
Hoewel de mensenrechtensituatie in veel landen van de islamitische wereld niet ideaal is, bewijst het feit dat er door diverse officieel erkende islamitische instituten mensenrechtenverklaringen zijn opgesteld en verschillende islamitische landen mensenrechtenbepalingen in hun nationale wetgeving hebben opgenomen, dat er serieus over deze kwestie wordt nagedacht. Een land als Saoedi-Arabië kende lange tijd geen gecodificeerd recht, maar is eind twintigste eeuw onder druk van de bevolking en internationale organisaties overgegaan tot een systeem van geschreven wetten. Mensenrechten worden er veelvuldig in de media bediscussieerd en in 2000 tekende het de Convention on the Elimination of All forms of Discrimination Against Women' (CEDAW), zij het met het voorbehoud dat het zich alleen aan deze conventie gebonden voelde in zoverre deze conventie niet in strijd is met de sharia. Sinds kort mogen vrouwen deelnemen aan gemeenteraadsverkiezingen en de campagne om het verbod voor vrouwen om auto te rijden wordt steeds breder gedragen.
De landen waar in 2006 de mensenrechtensituatie het meest onder druk stonden waren Saoedi-Arabië (politieke gevangenen, marteling, juridische willekeur, lijfstraffen, discriminatie van vrouwen, religieuze en etnische minderheden), Iran (politieke gevangenen, marteling, lijfstraffen, steniging, discriminatie van vrouwen, religieuze en etnische minderheden), Soedan (burgeroorlog, marteling, verkrachting in de regio Darfoer), Nigeria (lijfstraffen, steniging, oneerlijke procesgang met name voor vrouwen bij buitenechtelijke seksuele contacten).
Minder zware, maar niettemin toch nog ernstige en grootschalige inbreuken op de mensenrechten bestaat er echter in veel islamitische landen zoals Turkije (mensen worden vervolgd voor het "denigreren van de Turkse identiteit" en "het beledigen van de islam") en Egypte (cfr. de vervolging van prof. Nasr Abu Zayd). De gelijkheid van vrouwen en mannen inzake burgerrechten is in zo goed als géén enkele islamitisch land in praktijk gewaarborgd.
De islamitische landen waar de mensenrechten nog relatief het minst beperkt worden zijn Tunesië en sommige islamitische landen in West-Afrika.

## Islamitische visies op mensenrechten
Meerdere vooraanstaande moslims evenals sommige islamitische staten proberen een synthese te vinden tussen enerzijds de islamitische basiswaarden en anderzijds de universele mensenrechten.
- Mahmoud Mohammed Taha (Soedan) en zijn leerling Abdullahi Ahmed An-Na'im (Soedan/VS) bepleiten een herinterpretatie van met name de ayaat die tijdens de vorming van de islamitische samenleving te Medina zijn geopenbaard als mogelijkheid om de sharia in overeenstemming te brengen met universele waarden. Volgens hen is het verschijnsel dat de openbaringen uit de Medinische periode veel conservatiever zijn dan de eerdere openbaringen uit de Mekkaanse periode te verklaren uit het feit dat concessies gedaan moesten worden aan de heersende opvattingen om tot een werkbaar samenlevingsmodel te komen. In vergelijking tot de situatie voor de komst van Mohammed is de staat van Medina als bijzonder progressief te beschouwen. Nu de omstandigheden drastisch in positieve zin veranderd zijn, bepleiten Taha en An-Na'im opschorting van (tijdgebonden) openbaringen uit de Medinische periode die restrictief zijn in vergelijking met eerdere openbaringen uit de Mekkaanse periode.
- Professor Azizah Al-Hibri werkt met haar groep Karamah vanuit het perspectief van de in de Amerikaanse grondwet gewaarborgde vrijheden.
- Tariq Ramadan (Zwitserland) beschouwt 'rechtvaardigheid' als de voornaamste boodschap van de Koran. In dat kader riep hij op 18 maart 2005 op tot een moratorium op het uitvoeren van lijfstraffen, steniging en doodstraffen (de zogenaamde haddstraffen), omdat hij van mening is dat die straffen slechts bestaansrecht hebben in een samenleving die op rechtvaardigheid is gebaseerd, terwijl de samenlevingen die ze nu toepassen tot de minst rechtvaardige van de wereld behoren. T. Ramadan gaat hierin dus minder ver dan menig andere Europese moslim zoals Mohammed Arkoun, Soheid Bencheikh, en Zaki Badawi. In plaats van zwakkeren te beschermen, wordt de sharia volgens Ramadan in die landen misbruikt om de belangen van onrechtvaardige machthebbers en rijken te legitimeren. Tekenend is dat het meestal vrouwen, armen en aanhangers van de politieke oppositie zijn die met lijfstraffen, steniging en doodstraffen te maken krijgen, terwijl mannen, rijken en onrechtvaardige machthebbers de hand boven het hoofd gehouden wordt. Voorts wijst Ramadan erop dat haddstraffen volstrekt willekeurig en zonder dat sprake is van een eerlijke procesgang worden toegepast onder omstandigheden die volgens de sharia onacceptabel zijn. Er ontbreekt een kritisch debat onder moslimgeleerden over de voorwaarden en de legitimiteit van het toepassen van haddstraffen. Ramadan wijst op een precedent uit de vroege moslimgeschiedenis voor het een moratorium op door de Koran voorgeschreven straffen: tijdens een jaar van hongersnood schortte kalief Omar ibn al-Chattab de straf op diefstal op voor diegenen die stalen om te kunnen overleven, omdat niet voldaan was aan de voorwaarde dat de gemeenschap zorg moest dragen voor voldoende levensonderhoud voor iedereen.
- Fazlur Rahman (Pakistan/VS).